# Чачина, Ольга Ивановна
Ольга Ивановна Чачина (2 июля 1872, Сергач, Нижегородская губерния, Российская империя — 24 апреля 1919, Москва, РСФСР) — русский библиотекарь, партийный деятель и революционерка.

## Биография
Родилась 2 июля 1872 года в Сергаче.
Переехала в Петербург и поступила на Бестужевские женские курсы. В 1901 году была избрана директором библиотеки Всесословного клуба в Нижнем Новгороде, данную должность она занимала вплоть до 1904 года. Встала на путь революционной деятельности, за что неоднократно арестовывалась. В 1909 году была избрана директором Московской городской бесплатной библиотеки-читальни, данную должность она занимала вплоть до 1917 года, одновременно с этим в 1912 году основала библиотеку Третьего женского клуба в Москве, которая распахнула свои двери в 1913 году. В 1918 году была избрана директором библиотечного подотдела внешнего отдела Наркомпроса, данную должность она занимала вплоть до смерти.
Скоропостижно скончалась 24 апреля 1919 года в Москве. Ухаживая за тифозной соседкой. Похоронена на 4-м участке Новодевичьего кладбища.
Муж — Страксон Петр Павлович родом из г. Ковров. Прошёл Первую Мировую в автомобильных частях. Скончался в 1929 г. Дочь — Елена Петровна Страксон-Чачина (23.01.1911 — 29.05.2000).

### Память
В Советском районе Нижнего Новгорода её именем названа улица.

## Научные работы
Основные научные работы посвящены библиотековедению. Автор ряда научных работ.
- Активно выступала за демократизацию и общедоступность библиотек на территории Российской империи.
- Составила первые советские проекты организации сети массовых библиотек.